# Zamboanga del Sur

Zamboanga del Surs läge i Filippinerna

Zamboanga del Sur är en provins i Filippinerna. Den är belägen i regionen Zamboangahalvön och har 1 636 400 invånare (2006) på en yta av 4 964 km². Administrativ huvudort är Pagadian City.
Provinsen är indelad i 26 kommuner och 2 städer. Större städer och orter är Pagadian City och Zamboanga City.